# Jill P. Mesirov
Jill P. Mesirov é uma matemática americano, cientista da computação e bióloga computacional que é a vice-reitora associada de Ciências da Saúde Computacional na Universidade da Califórnia, San Diego. Anteriormente, ela exerceu o cargo de professora adjunta na Boston University e foi diretora associada e diretora de informática do Eli and Edythe L. Broad Institute do MIT e Harvard.

## Educação
Mesirov fez seus estudos de graduação na Universidade da Pensilvânia, e obteve um doutorado em matemática na Universidade Brandeis em 1974, sob a supervisão de Richard Palais.